# 和泉なぎさ
和泉 なぎさ（いずみ なぎさ）は、日本の漫画家・イラストレーター。静岡県出身。
2003年に「こころ澄まして」で『月刊ガンガンWING』（スクウェア・エニックス）第39回金の翼賞期待賞受賞。その後、同誌で「リアリスの私写真」を連載（単行本・全1巻）。

## 作品リスト
- こころ澄まして
- リアリスの私写真（月刊ガンガンWING、全1巻）
- 黒と白のデュエット